# 沙加緬度 (肯塔基州)
沙加緬度（英語：Sacramento）是一個位於美國肯塔基州麥克萊恩縣的城市。

## 地方資料
根據2020年美國人口普查的數據，沙加緬度的面積為1.12平方千米，當中陸地面積為1.12平方千米，而水域面積為0.00平方千米。當地共有人口429人，而人口密度為每平方千米383.04人。